# اریک برتو
اریک برتو (فرانسوی: Éric Berthou‎؛ زادهٔ ۲۳ ژانویهٔ ۱۹۸۰) دوچرخه‌سوار اهل فرانسه است.